# Ramón Grande del Brío
Ramón Grande del Brío es doctor en Historia por la Universidad de Salamanca y naturalista de campo. Autor de obras en torno a temas tan diversos como la Ecología, la Arqueología o la Física Teórica y colaborador en su día de Félix Rodríguez de la Fuente.

## Historiador y Arqueólogo
Ha participado en numerosas excavaciones arqueológicas, en Andalucía, la Meseta norte, El Levante y la Cornisa Cantábrica, en yacimientos del Paleolítico Inferior, Paleolítico Superior, Mesolítico, Neolítico, Edad del Bronce, Edad del Hierro, Época Romana y Época Visigoda.
Dentro de su actividad como descubridor, ha realizado hallazgos de más de quinientos yacimientos arqueológicos, entre ellos, diversos abrigos con pinturas rupestres de tipo esquemático, siendo considerado por los especialistas en el tema, como el que, junto con Teógenes Ortego, ha desarrollado, una mayor actividad en ese campo, en toda la historia de los descubrimientos en la Meseta Norte, según Gómez Barrera (El arte rupestre esquemático en la meseta Norte. Junta de Castilla y León).
Muchas de sus investigaciones abordan no sólo el campo de la Prehistoria y la Arqueología, con varios libros y numerosos artículos publicados sobre diversos temas, comprenden desde la pintura rupestre a la Alta Edad Media, aparte una serie de estudios sobre Historia, en general, cuyo resultado se ha plasmado en la publicación de más de treinta libros. Entre los títulos que tratan sobre diversos aspectos de la Prehistoria y la Arqueología, se encuentran los siguientes:
- La pintura esquemática en el centro-oeste de España (1987)
- Santuarios rupestres prehistóricos en el centro-oeste de España (1992)
- Petroglifos prehistóricos en la comarca de las Hurdes (1995)
- La Calzada de la Plata en la Provincia de Salamanca. Miliarios, mansiones y fortalezas (2007).

El resultado de sus estudios sobre la Edad Media, se hallan contenidos en obras como las siguientes:
- Castillos y fortalezas en la provincia de Salamanca (siglos VIII-XVIII) (2006)
- Los visigodos en la provincia de Salamanca (2010)
- Salamanca en la Alta Edad Media (2011).

Se considera a Ramón Grande del Brío como el autor que más eremitorios rupestres ha descubierto en todo el oeste peninsular, a oeste de la Vía de la Plata, hasta el Océano Atlántico, con un total de más de un centenar de cuevas eremíticas, de los siglos VI-X, aparte diversas iglesias rupestres, el resultado de cuya investigación se encuentra plasmado en su libro Eremitorios altomedievales en las provincias de Salamanca y Zamora. Los monjes solitarios (1997).

## Naturalista
En su faceta como naturalista de campo, trabajó como colaborador del Dr. Félix Rodríguez de la Fuente, realizando los estudios oportunos sobre el lobo ibérico, que, más tarde, aparecerían reflejados en la Enciclopedia de la Fauna Ibérica y Europa, publicada por la Editorial Salvat. Sobre la vida, territorialidad, costumbres, evolución de la población a través de la historia y distribución, en la península ibérica, ha publicado, además, El Lobo Ibérico. Biología y Mitología (1984), Territorio y Sociedad del Lobo Ibérico(1991) y El Lobo Ibérico. Biología, Ecología y Comportamiento (2000).
Otras investigaciones en que se ha venido ocupando Ramón Grande del Brío, conciernen a la vida, costumbres y distribución del lince ibérico, especie sobre la que ha publicado varios artículos y un libro, titulado El lince ibérico en Castilla y León (1993), y el oso pardo, que ha dado como fruto la publicación de otro libro titulado El oso pardo en el noroeste peninsular (2002), en colaboración con Alberto Hernando Ayala y José Piñeiro Maceiras.
Sobre la mecánica de vuelo de los murciélagos, ha realizado varias investigaciones, que ha dado a conocer a través de conferencias y artículos. Asimismo, ha llevado a cabo observaciones y publicaciones acerca del lenguaje de los pájaros carpinteros.
Contratado por la Junta de Extremadura, entre los años 1985 y 1986, vivió a temporadas en un cortijo, estudiando la fauna en la Sierra de San Pedro, principalmente, el lobo. Otras investigaciones le han llevado hasta Rumania, Hungría, Austria, Alemania, Suiza, Francia, Italia, Portugal, Albania y todas las Repúblicas de la Antigua Yugoslavia. Algunas de sus experiencias, aparecen reflejadas en el libro titulado Rutas de un naturalista por los Cárpatos y los Balcanes (Amarú Ediciones, Salamanca). Ha llevado a cabo diversos trabajos de estudio de la fauna de vertebrados, y sus estudios han sido tomados en consideración por destacados biólogos, algunos de los cuales residen y trabajan en Rusia, como el Doctor José Antonio Hernández Blanco, vinculado al Instituto Severtsov de la Academia de las ciencias de Rusia y al departamento de Biología de la Universidad de Moscú, y uno de los responsables de los estudios que, desde hace varios años, vienen desarrollándose en diversas regiones salvajes de la antigua URSS sobre el tigre, el leopardo, la pantera de la nieves, el bisonte europeo y el lobo.
Como estudioso de la ecología, ha publicado el libro titulado Ecología de Castilla y León. Por otro lado, como seguidor de los estudios llevados a cabo por el Premio Nobel Konrad Lorenz, a quien tuvo ocasión de conocer en Austria, Ramón Grande del Brío ha dedicado muchos años a la observación del comportamiento de diversas especies animales, lo que se ha concretado en la publicación de un libro, titulado Las bases ecológicas del comportamiento humano (2003, Tundra Ediciones, Valencia).
En relación con sus estudios de la Naturaleza, Ramón Grande pertenece a un grupo de extraños personajes que, aunque siempre caminan en solitario por montes y marismas, suelen ser incluidos en el mismo saco por sus admiradores. Se trata de los Garzón, Heredia, Moreno, Araújo, Hartasánchez y otros varios especímenes, que han logrado un reconocido prestigio como naturalistas de campo, imponiendo sus locuras contra todos los criterios tradicionales de la carrera brillante, el futuro asegurado, el empleo para toda la vida, y todas esas cosas que inculca la sociedad y que suelen acabar en la rutina y el aburrimiento.

## Ensayista
Otros campos de la investigación científica, también han merecido su atención. Así, ha publicado tres libros sobre cuestiones de Física Teórica La nueva Teoría de la Relatividad y lo Absoluto, El Universo Especular (1986) y La Mixtificación Científica (2008). En materia de teoría de la biología, es autor de la obra titulada Ecología de las células del cáncer (1986). Interesado por el origen y los símbolos de la tauromaquia, ha dado a la luz dos libros, titulados, respectivamente, El culto al toro. Ritos y símbolos de la tauromaquia (1999), y El toro y el toreo. Encaste y autenticidad (2004).
No ha descuidado tampoco la realización de trabajos sobre el uso de la Lengua, que ha plasmado en el libro titulado El poder de la Palabra y la nueva torre de Babel (2013).
Sobre filosofía de la Ciencia, ha publicado Fundamentos del conocimiento científico (1986) y Epistemología de la Prehistoria (1987).
A partir de sus experiencias como perito científico e interviniente en procesos judiciales, ha escrito el libro Justicia, juicios y jurados (2008), con prólogo del catedrático de Derecho Civil de la Universidad de Salamanca, Mariano Alonso Pérez.

## Escritor viajero
Ramón Grande ha publicado varios libros de viajes y memorias, a saber: Por Tierras de Salamanca (1990), Viaje en burro por la Sierra de Francia, Entresierras y Las Bardas (1992), Paseos por Las Hurdes (1999), Andanzas de un naturalista por las sierras extremeñas (2002), y Tras la senda del lobo (2004).
En el campo de las leyendas y tradiciones populares, se inscribe su obra titulada Leyendas del Reino Perdido. Tradición y misterio en la Sierra de las Quilamas (2004). En torno al tema de las Vírgenes Negras, ha intervenido en programas de televisión como Cuarto Milenio. Sobre otros temas, relacionados con sus investigaciones sobre la naturaleza, ha sido entrevistado en diversos programas televisivos, incluido el que ha girado en torno a la vida y actividad científica del Dr. Félix Rodríguez de la Fuente.

## Obras literarias
Ha publicado, además, varias obras de narrativa, a saber:
- Cómo nace una aventura (1966)
- Visión de la tierra insólita (1985)
- El Diluvio (1987)
- Crónicas del Barrio Antiguo de la muy culta, noble, leal y hospitalaria ciudad de Salamanca (1990)
- Voces del pasado (1991)
- La Plaza Mayor de Salamanca, un centro de ensueños (1993)
- El rey de los estadios (1999)
- El Claustro (1999)
- Un día en el café Novelty (2002)
- El Barrio de la Vega de Salamanca (2006)

En el mes de marzo de 2013, ha salido a la luz su obra, en clave de humor, titulada El Copiloto Afectuoso.

## Premios
Ha recibido varios galardones literarios. En el año 1980, obtuvo un accésit en el Concurso de Exaltación al Olivo (Ahigal, Cáceres). En el año 1981, ganó el I Premio en el Concurso Nacional convocado por ASELCA-ASITEMA de obras de narrativa sobre temas de la naturaleza, cuyo original fue publicado en el año 2001 por la editorial Luca de Tena (Madrid), con el título de La tregua. En 1983, fue premiado en el Concurso de Glosas Literarias convocado por la Caja de Ahorros de Salamanca.